# 胡治銓
胡治銓（?—?），貴州省貴陽府修文縣修文人，清朝政治人物、進士出身。
光緒九年（1883年）癸未科進士，二甲七十一名；同年五月，著以主事分部学习。官禮部主事，改四川酉陽直隸州知州。